# 松谷有希雄
松谷 有希雄（まつたに ゆきお、1949年10月20日 - ）は、日本の厚生労働技官、小児科医。厚生労働省医政局長、国立療養所多磨全生園長、国立保健医療科学院長、国際医療福祉大学副学長等を歴任。

## 人物・経歴
埼玉県さいたま市生まれ。1975年北海道大学医学部卒業、聖路加国際病院小児科研修医。聖路加国際病院チーフ・レジデントを経て、1980年ピッツバーグ大学公衆衛生大学院修士課程修了。1981年厚生省入省。2005年から厚生労働省医政局長を務め、卒後臨床研修の必修化などを実施した。2007年国立療養所多磨全生園長。2012年国立保健医療科学院長。2015年国際医療福祉大学副学長。2016年大塚ホールディングス取締役。2019年日本公衆衛生協会理事長。2020年春の叙勲で瑞宝中綬章受章。